# Partito Liberale (Slovacchia)
Il Partito Liberale (in slovacco: Liberálna strana) è un partito politico slovacco fondato il 28 marzo 2003 in seguito ad una scissione dal Movimento per una Slovacchia Democratica (HZDS); inizialmente designato come Unione Popolare (Ľudová únia), è stato ridenominato il 26 marzo 2007.
Dal 2003 al 2006 il partito ha avuto dei deputati nel Parlamento slovacco (eletti con la lista dell'HZDS); dal 2006 il partito non ha più ricoperto seggi. LS è considerato un partito conservatore populista.

## Storia
Il partito fu fondato da 11 deputati del Movimento per una Slovacchia Democratica e numerosi ex membri di spicco dell'HZDS.
Inizialmente il partito era guidato da Vojtech Tkáč, prima che Gustáv Krajči fosse eletto leader nel 2004.

## Risultati elettorali
| Elezione     | Voti   | %    | Seggi  |
| ------------ | ------ | ---- | ------ |
| Europee 2004 | 11.914 | 1,70 | 0 / 14 |
| 1.           |        |      |        |